# Czaplak
Czaplak – trzecia co do wielkości wyspa na jeziorze Jeziorak (po Wielkiej Żuławie i Bukowcu), prawnie chroniona jako użytek ekologiczny. Położona jest w północnej części jeziora, w pobliżu wsi Matyty, na terenie gminy Zalewo.